# Folkomröstningen om Danmarks tronföljd 2009

Resultat efter valkrets

Folkomröstningen om Danmarks tronföljd 2009 hölls 7 juni 2009 (samtidigt med Europaparlamentsvalet i Danmark 2009). Folkomröstningen gällde om tronfølgeloven (som bestämmer den danska tronföljden) skulle ändras så att ingen skillnad gjordes mellan könen (full kognatisk tronföljd). Innan folkomröstningen hade söner företräde, oavsett om de var det äldsta barnet eller inte.
Frågan hade aktualiserats av giftermålet mellan dåvarande kronprins Fredrik och Mary Donaldson då parets (då eventuella) barn skulle hamna direkt efter Frederik i tronföljden. Vid Folketingets öppnande 4 oktober 2005 lade statsmininster Anders Fogh Rasmussen fram förslaget om ändrad tronföljd och 2 juni 2006 gick det igenom en första gång med 128 röster för, 1 nedlagd röst (Simon Emil Ammitzbøll) och ingen emot. Efter Folketingsvalet 2007 togs frågan upp igen 4 februari 2009. Då med 107 röster för, 2 nedlagda röster (Enhedslisten) och inga emot. Även om det inte fanns någon opposition i frågan om tronföljden fanns det skiljelinjer i genomförandet (bland annat om ifall grundlagen behövde ändras).
Förslaget gick igenom då 1 858 180 (85,35 %) röstade för och 318 931 (14,65 %) röstade emot samt 222 803 (9,3 %) röstade blankt eller ogiltigt. Med ett valdeltagande på 58,33 % innebar det att 45,16 % av alla röstberättigade röstad för förslaget. Det var tillräckligt för att det skulle gå igenom då det krävs en majoritet vid omröstningen och att minst 40 % av de röstberättigade stöder ett förslag för att det ska gå igenom..